# Montaña (Illano)
Montaña (en eonaviego y oficialmente A Montaña) es una aldea del concejo y parroquia de Illano en el Principado de Asturias (España).

## Ubicación
Está situada en una ladera, limita con Brañavieja, Entrerrios, Illano, Santasteba y Cimadavila. A la izquierda se encuentra una suave estribación montañosa llamada 'Cabanastaxide'.  Se divisa el curso del río Navia en el valle. 
Se observa muy bien desde Folgueirou, antes de entrar a Illano, por la carretera comarcal AS-12 Navia (Asturias) –> Grandas de Salime, que atraviesa el concejo.

## Poblamiento
Su densidad poblacional es escasa, como otras poblaciones del concejo (Bullaso, Gío, Herías, Illano, Ronda); que en todos los casos es inferior a los 20 habitantes por km².
Sus caserios reciben los siguientes nombres: Casa Erces, Casa Agosto, Casa Freixe, Casa Real, Casa Bernaldo, Casa Pruida, Casa Bustelo, Casa Capitán, Casa Ramón, Casa Xuaquinon, Casa Navalois, Casa Felipe, Casa Preto, Casa Rozas y Casa Perlol. 

## Arquitectura
Las construcciones tradicionales son de piedra y pizarra, resistiendo estoicamente al ladrillo y hormigón. En general tiene un urbanismo bien conservado con materiales autóctonos que proporcionan armonía al entorno. 

## Paisaje
Su paisaje apenas está deteriorado, aunque los incendios forestales han arrasado monte bajo y arboledas, en la actualidad reforestadas, pero sin la exuberancia de antaño.
Abunda la Xesta (Cytisus purgans) y el toxo(Ulex sp), quedan abedules y castaños, de tallos encorvados, también existen fresnos de hoja estrecha (Fraxinus angustifolia) la bardaguera blanca (Salix salvifolia) y el Fento macho (Dryopteris filix-max), que forman parte de la infinita variedad de los bosques de la Península Iberica.

## Patrimonio
Tiene una pequeña capilla, sin datos históricos, en donde se celebra su fiesta de Los Remedios cada cuarto domingo de mayo.

## Economía local
En la actualidad se está intentando recuperar la Ganadería Extensiva, un esfuerzo del Principado de Asturias, por recuperar Comunidades de Montaña.
Aún existe viejos cortines, construcciones de planta redonda, construidos de Laxas, piedras en forma de losa ancha, de unos tres metros de altura que protegían a las colmenas de la voracidad del oso cuando aún los había en la comarca; en estos "cortines" se producía miel de sabor amargo y color oscuro, típica de la Xesta y el Toxo. Hay varios de estos cortines en el camino remozado a pequeña carretera, por el que se accede desde Illano.